# Eitzenberger Weiher
Die Eitzenberger Weiher sind eine Seengruppe beim Iffeldorfer Ortsteil Eitzenberg, nördlich von Penzberg. Die Gruppe besteht aus einem namenlosen Weiher (manchmal als Ponholzer Weiher bezeichnet), der in den Alten Weiher entwässert, und dem Holzweiher, welche beide aus verschiedener Richtung den Neuen Weiher speisen.

## Ökologie

### Wasserqualität
Die Badegewässerqualität des Alten Weihers wurde 2015 als ausgezeichnet eingestuft. In den vergangenen 30 Jahren war dies – bis auf kurze Zeiträume nach Starkregenereignissen – ebenfalls immer der Fall.

## Wirtschaftliche Bedeutung

### Freizeit und Tourismus
Der Alte Weiher wird als Seebad genutzt. Um den See bestehen etwa 18.000 m² Liegewiesen sowie ein Kiosk, der bei schönem Wetter geöffnet hat.

### Fischerei
Die Moorweiher dienen auch Anglern, wobei Weißfische, Karpfen, Schleien, Hechte, Barsche, Zander und Aale zu finden sind. Im Neuen Weiher sind auch Regenbogenforellen vorhanden.

## Galerie

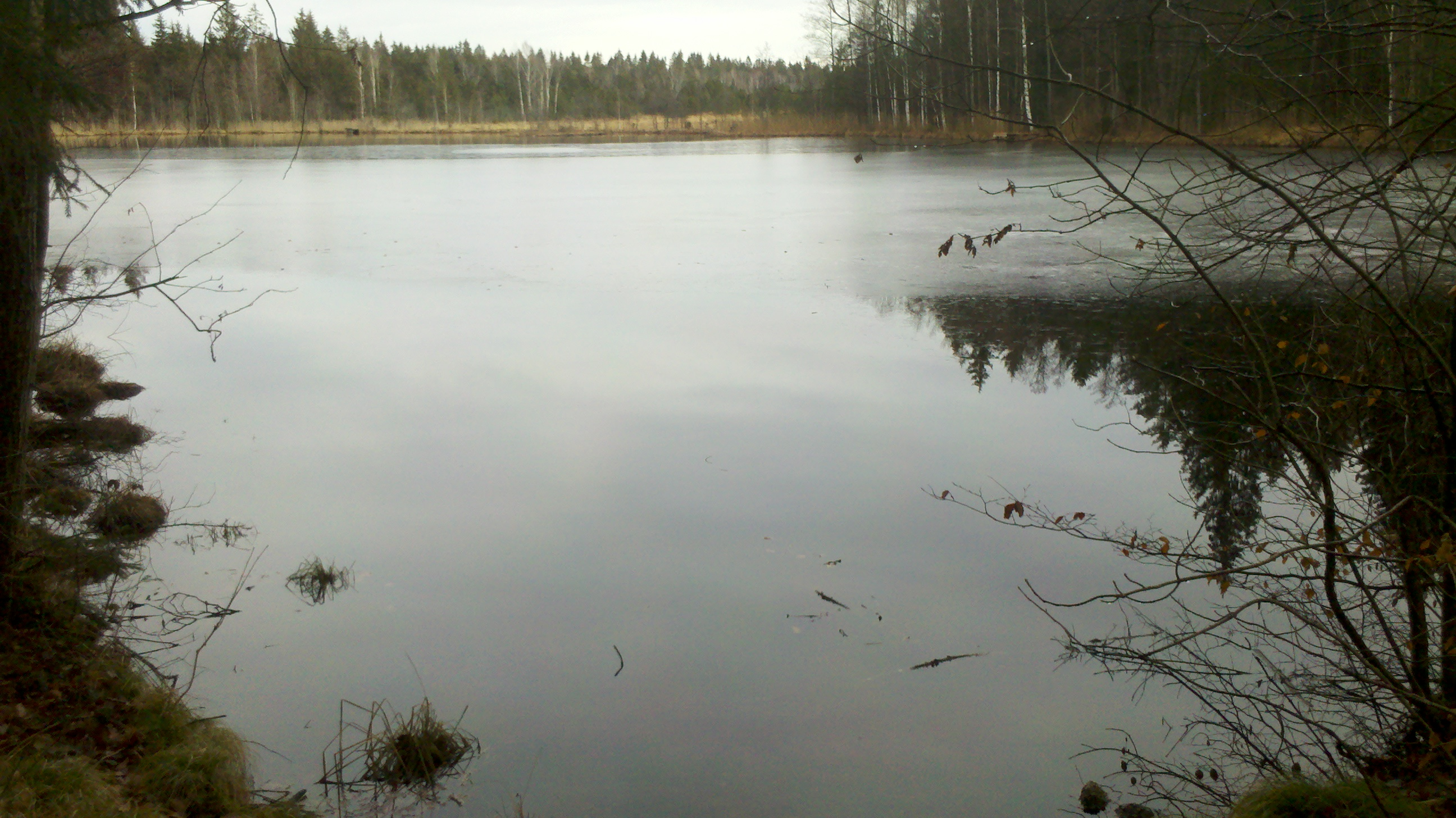
Holzweiher
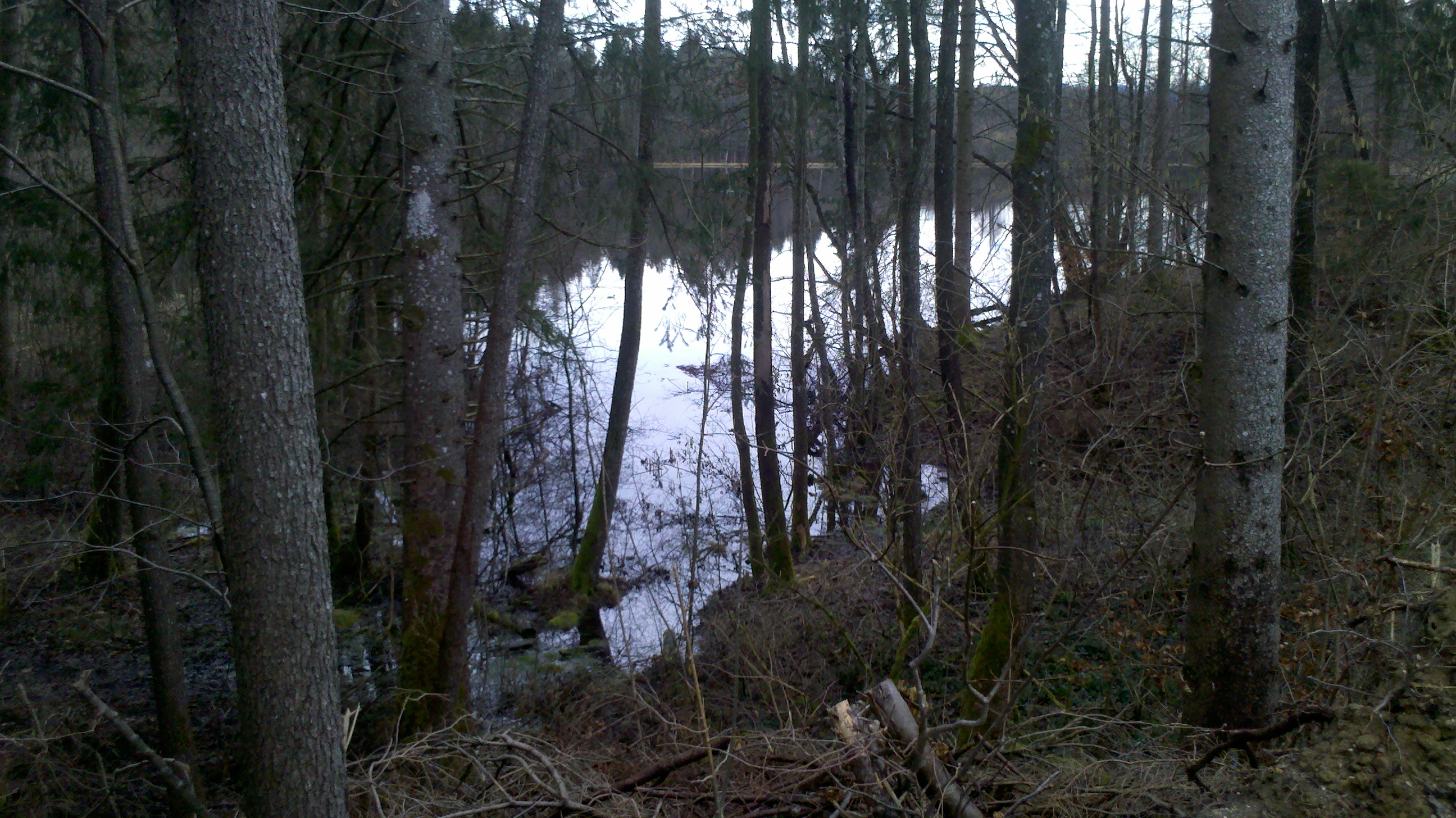
Neuer Weiher
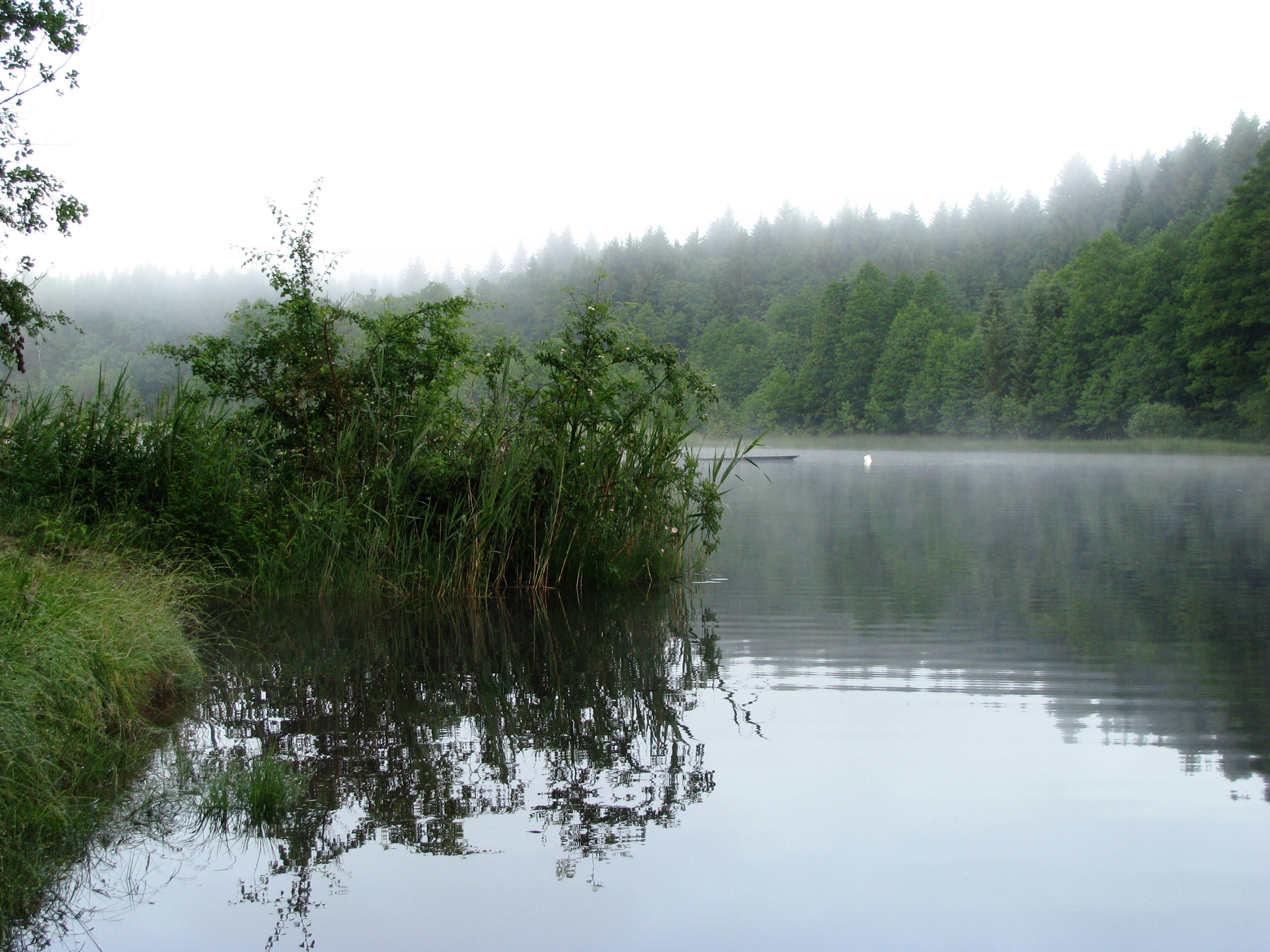
Alter Weiher
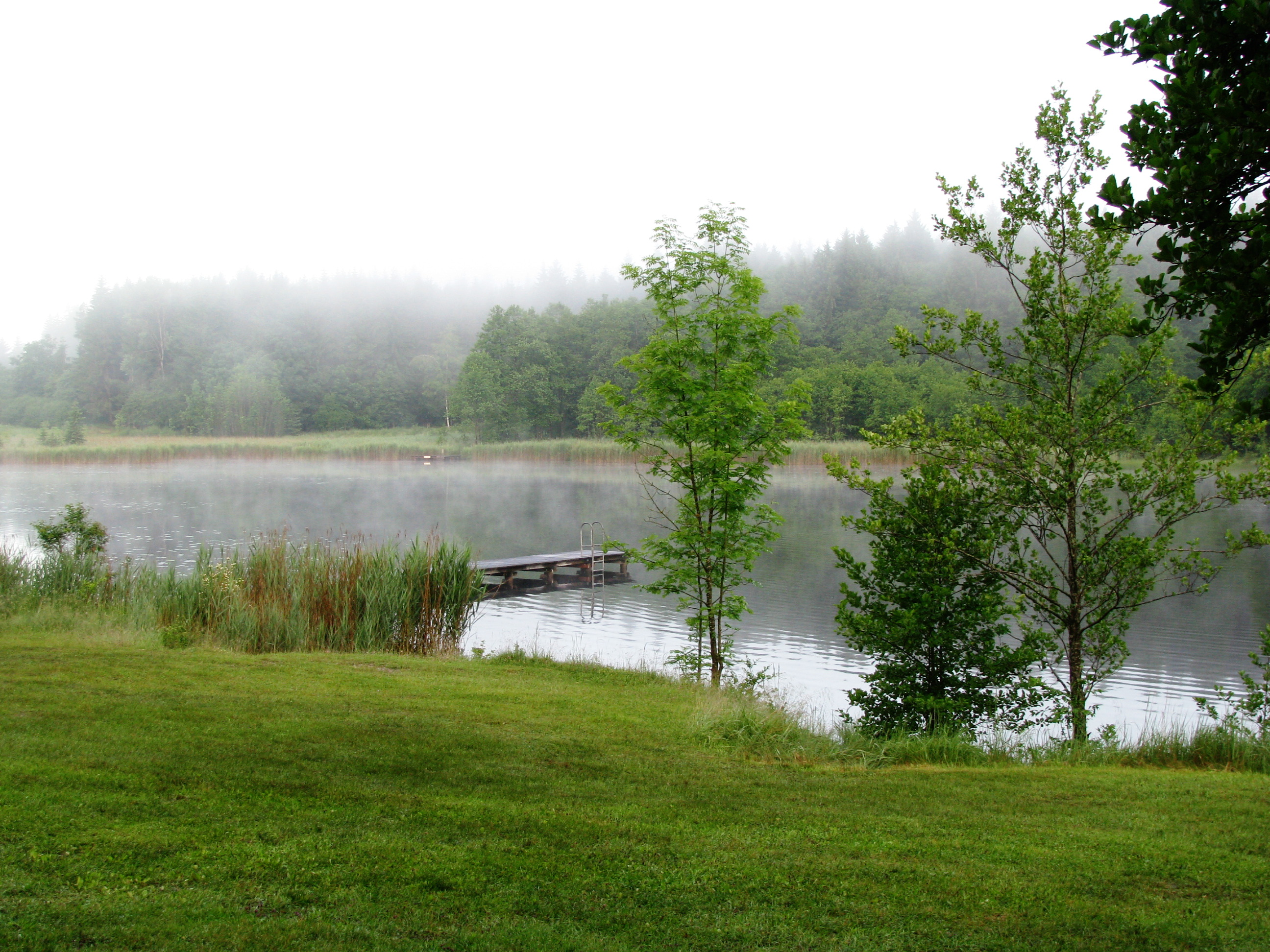
Alter Weiher
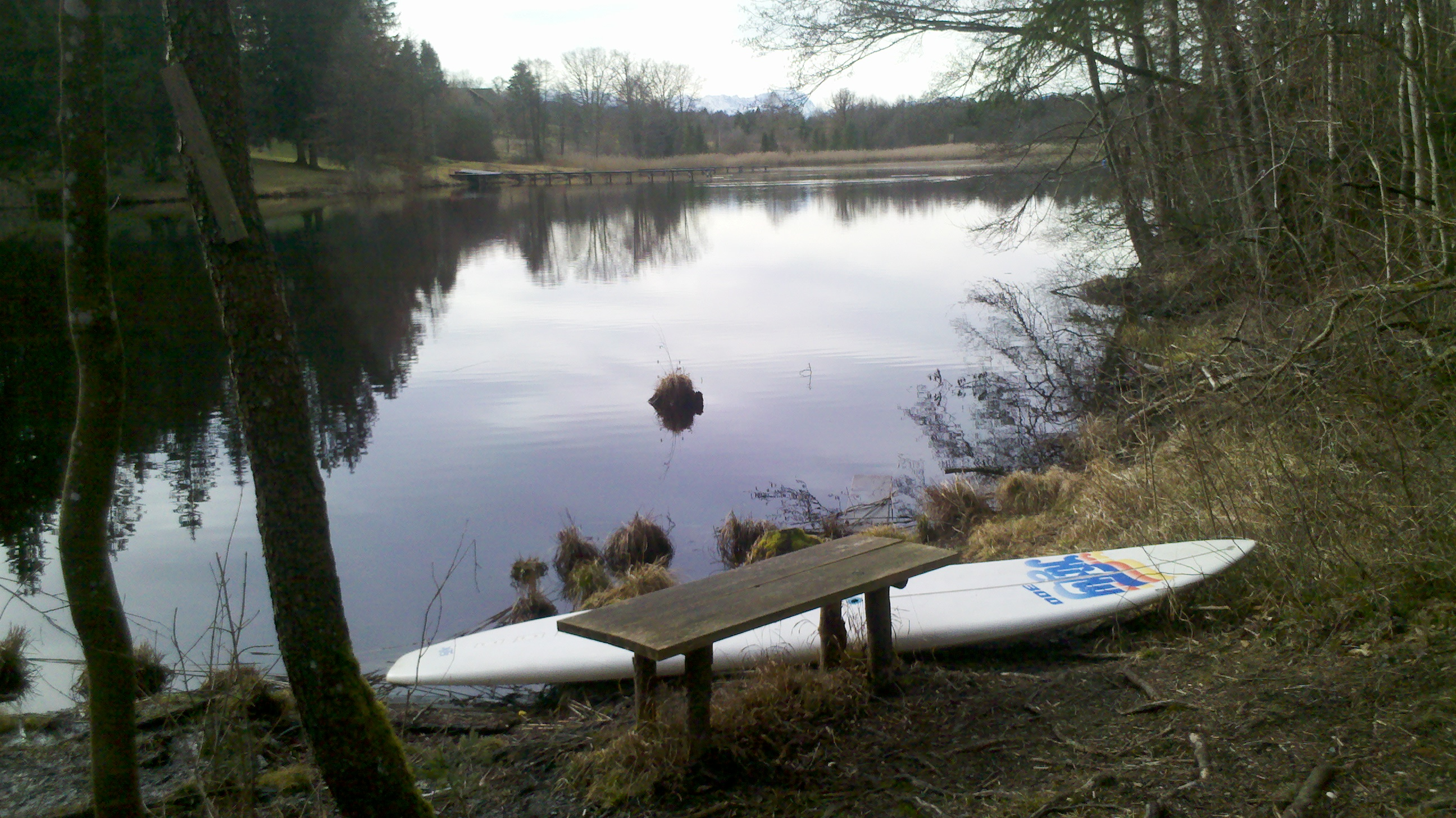
Blick über den Alten Weiher